# Alfredo Menéndez
Alfredo Menéndez Álvarez (Madrid, 6 de junio de 1972) es un periodista español. Desde 2022 es Director de programas de RNE. 

## Biografía
Nacido el 6 de junio de 1972 se licenció en Ciencias de la Información por la Universidad Complutense de Madrid.
Entre 1996 y 1999 desarrolló su labor profesional en los Servicios Informativos de Radio Voz, como redactor. Aunque sería en Onda Cero donde entre 2002 y 2013 desarrollaría la mayor parte de su carrera profesional. Primero, de 2002 a 2004  como subdirector del programa matinal Protagonistas con Luis del Olmo junto a Ignacio González Galán y David del Cura como primeros editores. Posteriormente, desde 2004 hasta 2013 fue responsable de los informativos locales de Onda Cero en Madrid, así como director, entre 2007 y 2013, del programa Gente de Madrid, retransmitido de lunes a viernes de 19.00 a 20.00. Su vínculo con esta emisora finalizó en mayo de 2013, cuando el director de informativos de TVE le fichó como editor del Telediario Matinal. Si bien, su paso por este puesto sería efímero, ya que en julio del mismo año, fue designado director y presentador de Las mañanas de RNE, con el objetivo de mejorar las audiencias de la emisora, que en la anterior temporada habían sufrido un notable descenso.
Después de seis años en Las mañanas de RNE, Menéndez deja el programa el 19 de julio de 2019.
Desde septiembre del 2019 hasta julio del 2022, Menéndez estuvo a cargo del programa nocturno Gente despierta de RNE que se transmite de 23:30 a 3:00.
A partir de septiembre del 2022 Menéndez sale del aire para desempeñarse como Director de programas de RNE. Cesado como directivo de CRTVE a raíz de acusaciones de acoso laboral, y actualmente en el departamento de Cine y Ficción de la corporación, para la que no consta su experiencia previa.